# Внутрішність

Точка x є внутрішньою точкою множини S, оскільки належить S разом з деяким своїм відкритим околом. Точкаy є на межі S.

Якщо {\displaystyle (X,\mathrm {T} )} — топологічний простір і {\displaystyle A} — довільна підмножина {\displaystyle X}, то внутрішністю (англ. interior) множини {\displaystyle A} називається об'єднання всіх відкритих множин що містяться в ній.
Очевидно, що внутрішність є відкритою множиною, міститься в {\displaystyle A} і збігається з {\displaystyle A} якщо {\displaystyle A} — відкрита.